# Leonardo Donato
Leonardo Donato, Leonardo Donà (ur. 12 lutego 1536  – zm. 16 lipca 1612) – doża Wenecji od 1606.